# 民主社会主义左翼
民主社会主义左翼（義大利語：Sinistra Socialista Democratica，缩写为SSD）是圣马力诺的一个已不存在的政党。2016年11月，民主社会主义左翼作为一个选举联盟成立，由联合左翼、进步派和改革主义者和圣马力诺民主实验室组成。2017年11月17日—18日，民主社会主义左翼召开“一大”，改组为单一政党。该党的意识形态是民主社会主义、社会民主主义。该党的政治立场是中间偏左至左翼。该党的主席是米凯莱·穆拉托里，书记是亚历桑德罗·贝维托里。该党曾加入“现在.sm”联盟。2020年12月30日，该党并入自由圣马力诺。